# Lado Z
Lado Z é o primeiro EP lançado pela cantora brasileira de rock Pitty. Foi lançado pouco antes do álbum Admirável Chip Novo.
Com canções curtas e letras que restaram do primeiro álbum, Pitty criou este EP. Uma das músicas chamada "Seu Mestre Mandou", de autoria de Pitty, foi colocado também no DVD/CD {Des}Concerto ao Vivo e, mais tarde, entrou na edição deluxe comemorativa de 15 anos do lançamento do álbum Anacrônico.

## Faixas
| N.º | Título              | Duração |  |
| 1.  | "Seu Mestre Mandou" |         |  |
| 2.  | "O Muro"            |         |  |
| 3.  | "Suas Armas"        |         |  |
| 4.  | "Deus Lhe Pague"    |         |  |
| 5.  | "Digging the Grave" |         |  |

## Singles
- "Deus Lhe Pague" é originalmente um cover dos últimos versos do sucesso "Construção" de Chico Buarque e Pitty o lançou como primeiro single-promocional em 2003
- "Suas Armas" tornou-se um single-promocional, em 2004, para a divulgação do filme Meu Tio Matou um Cara.